# Длинноклювые куропатки
Длинноклювые куропатки (лат. Rhizothera) — род птиц из подсемейства фазанов (Phasianinae) семейства фазановых (Phasianidae). Систематическое положение спорно; согласно последним филогенетическим исследованиям, могут быть близки к трибам Phasianini и Tetraonini.
Включает два вида:
- Rhizothera longirostris
- Rhizothera dulitensis

Обитают в Малайзии и Индонезии.

## Этимология
Название рода Rhizothera составлено из двух греческих слов: rhiza, что означает «корень» и thēras, что значит «охотник».